# Fatma Hatun
Fatma Hatun (en turco otomano: فاطمہ حاتون‎; "cautivador") (Bosnia, c.1592-Estambul o Edirne, c.1660) también conocida como Fatma Ferahşad, fue la tercera consorte del sultán otomano Ahmed I y la madre de tres hijos.

## Biografía
Casi nada se sabe sobre Fatma, más que sus orígenes. Era la hija de Kuyucu Murad Paşa, quien se desempeñó como gran visir del Imperio otomano durante el reinado de Ahmed I, entre el 9 de diciembre de 1606 y el 5 de agosto de 1611, Kuyucu Murad había sido un esclavo bosnio que servía al imperio desde el reinado de Solimán el Magnífico (r. 1520 – 1566). 
Otra versión aseguraba que había llegado como una esclava bosnia, aunque es casi imposible ya que aparece registrada como hija de Kuyucu Murad. Lo más probable es que Kuyucu Murad la diera como un regalo de agradecimiento al sultán. Se le dio el nombre de Fatma, a la vez algunos historiadores dicen que su nombre de nacimiento era Ferahşad, ese nombre lo más probable es que haya sido dado por un eunuco, la Valide sultan o el mismo sultán.
En enero de 1605, Fatma se volvió consorte del sultán Ahmed, pero no recibió nunca el título de Haseki sultan, de hecho ni siquiera fue titulada sultana, mismo caso ocurrido con la primera consorte, Mahfiruz Hatice Hatun. Al parecer, Ahmed tenía cierto favoritismo por su segunda consorte, Kösem, ya que ella recibió todos los privilegios, e incluso el título de Haseki sultan sin casarse.   
Al parecer, la vida de Fatma fue bastante tranquila y pasó desapercibida durante la batalla desatada entre Mahfiruz y Kösem. Ella dio a luz al sultán dos príncipes y una sultana. Ambos príncipes de Fatma murieron a una edad temprana. Abide, que nació poco después de la muerte de su padre, en 1618, se casó con Musa Pasha a la edad de 24 años. Después de 5 años, Abide enviudó.  
El embajador veneciano Simon Contarini, en sus informes de 1612, sugiere un incidente en el que una hija de Kuyucu Murad Pasha, nunca entró en el Harén. Según Contarini, aproximadamente una década antes una hija de Kuyucu Murad Paşa había querido entrar en el harén del sultán Ahmed, pero la azafata del harén (kethüda kadın) la había desalentado argumentando que perdería la cabeza entre tantos. Y sus hijos probablemente serían asesinados mediante la práctica del fratricidio.

## Descendencia
- Şehzade Hasan (¿1611? — 1612), murió joven;
- Şehzade Cihangir (1613 — ¿1614?), murió joven;
- Abide Sultan (1618 — 1649), casada con Musa Paşa en 1642.

## Muerte
Fatma falleció en 1660, se desconoce por completo el lugar de su muerte y sepultura, pero lo más probable es que haya fallecido en el Palacio Viejo, ya que después de la muerte de Ahmed I, Fatma y otras consortes se trasladaron e instalaron ahí. Aunque otros creen que falleció en Edirne. Algunos historiadores creen que puede estar enterrada en el Cementerio de Eyüp, donde también esta enterrada la primera consorte de Ahmed, Mahfiruz. 